# Acropimpla bifida
Acropimpla bifida är en stekelart som beskrevs av Gupta och Tikar 1976. Acropimpla bifida ingår i släktet Acropimpla och familjen brokparasitsteklar. Inga underarter finns listade i Catalogue of Life.